# 杭発廠駅
杭発廠駅（こうはつしょうえき）は、中華人民共和国浙江省杭州市蕭山区市心中路に位置する杭州地下鉄2号線の駅である。
「杭発廠」は杭州発電設備廠の略称である。当駅が立地する場所は同工場の旧敷地ですが、工場の移転は駅開通よりも前に行われていた。

## 歴史
- 2014年11月24日：開業[2]。

## 駅構造
島式ホーム1面2線を有する地下駅。

### のりば
| 路線    | 方向 | 行先     |
| ------- | ---- | -------- |
| ■ 2号線 | 下り | 朝陽方面 |
| ■ 2号線 | 上り | 良渚方面 |

（出典：杭州地下鉄：站内空间示意图）

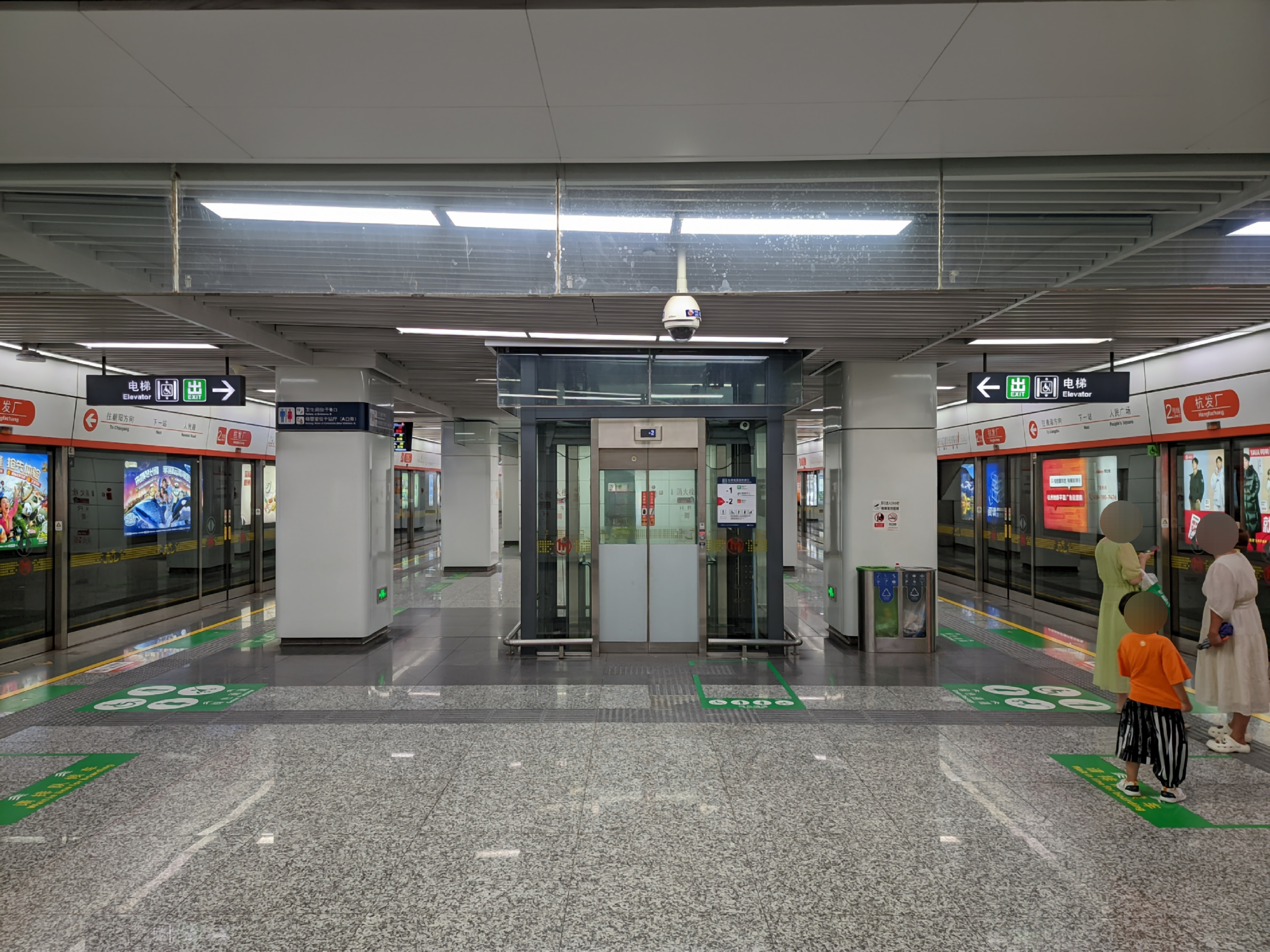
ホーム
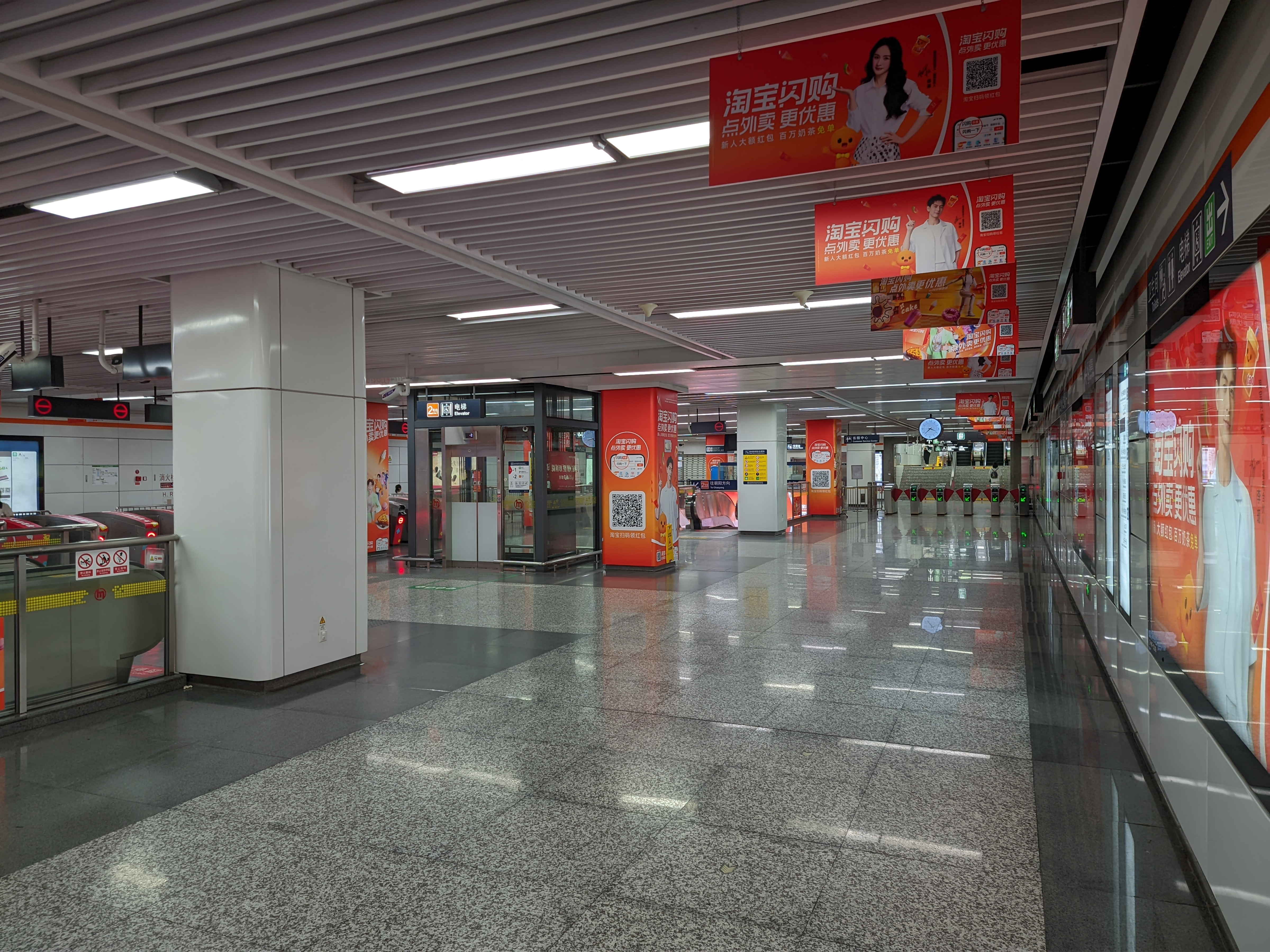
コンコース

## 駅周辺
- 旺角城・新天地
- 順発・旺角城
- 銀隆百貨（中国語版）

## 隣の駅
杭州地下鉄
■ 2号線
人民路駅 - 杭発廠駅 - 人民広場駅